# Resolutie 1686 Veiligheidsraad Verenigde Naties
Resolutie 1686 van de Veiligheidsraad van de Verenigde Naties werd unaniem aangenomen door de VN-Veiligheidsraad op 15 juni 2006, en verlengde de internationale onderzoekscommissie naar de terreuraanslag waarbij Rafik Hariri was omgekomen met een jaar.

## Achtergrond
In februari 2005 kwam Rafik Hariri, dit tot een jaar daarvoor premier van Libanon was geweest, om bij een bomaanslag. De regering trad hierop af, en er volgden grootschalige betogingen. De Verenigde Naties stelden een onderzoek in, dat uitmondde in de oprichting van het Libanontribunaal in Nederland.

## Inhoud

### Waarnemingen
De Veiligheidsraad veroordeelde nog eens de terreuraanslag die op 14 februari 2005 het leven kostte aan de oud-premier van Libanon, Rafik Hariri, en bevestigde dat de verantwoordelijken moesten worden berecht.
De internationale onderzoekscommissie naar de terreurdaad had haar rapport ingediend. Libanon vroeg dat deze commissie nog eens met een jaar zou worden verlengd.

### Handelingen
Zodoende verlengde de Veiligheidsraad het mandaat van de commissie tot 15 juni 2007. Ook mocht de commissie haar technische steun aan Libanon inzake het onderzoek naar andere terreuraanslagen sedert 1 oktober 2004 uitbreiden. Ten slotte werd de commissie gevraagd elk kwartaal te blijven rapporteren over de vordering van het onderzoek.
Lijst ·  1652 ·  1653 ·  1654 ·  1655 ·  1656 ·  1657 ·  1658 ·  1659 ·  1660 ·  1661 ·  1662 ·  1663 ·  1664 ·  1665 ·  1666 ·  1667 ·  1668 ·  1669 ·  1670 ·  1671 ·  1672 ·  1673 ·  1674 ·  1675 ·  1676 ·  1677 ·  1678 ·  1679 ·  1680 ·  1681 ·  1682 ·  1683 ·  1684 ·  1685 ·  1686 ·  1687 ·  1688 ·  1689 ·  1690 ·  1691 ·  1692 ·  1693 ·  1694 ·  1695 ·  1696 ·  1697 ·  1698 ·  1699 ·  1700 ·  1701 ·  1702 ·  1703 ·  1704 ·  1705 ·  1706 ·  1707 ·  1708 ·  1709 ·  1710 ·  1711 ·  1712 ·  1713 ·  1714 ·  1715 ·  1716 ·  1717 ·  1718 ·  1719 ·  1720 ·  1721 ·  1722 ·  1723 ·  1724 ·  1725 ·  1726 ·  1727 ·  1728 ·  1729 ·  1730 ·  1731 ·  1732 ·  1733 ·  1734 ·  1735 ·  1736 ·  1737 ·  1738